# Bardarū
Bardarū är en ort i Iran.   Den ligger i provinsen Khuzestan, i den centrala delen av landet, 500 km söder om huvudstaden Teheran. Bardarū ligger 993 meter över havet och antalet invånare är 268.
Terrängen runt Bardarū är varierad. Runt Bardarū är det ganska tätbefolkat, med 56 invånare per kvadratkilometer. Närmaste större samhälle är Dehdez, 15,9 km sydost om Bardarū. Omgivningarna runt Bardarū är i huvudsak ett öppet busklandskap.